# Filipe Abranches
Filipe Abranches (Lisboa, 5 de Novembro de 1965), é um ilustrador e autor de banda desenhada.
Filipe Abranches tem trabalhos publicados desde 1979, em diversos jornais, revistas e trabalhos literários em Portugal e noutros países, como o Le Monde.
Participou, ainda, da equipa que realizou o curta-metragem Requiem para um Narciso, de 1992.
Em 2009 venceu o prémio Restart na categoria de Melhor realizador de Curta-Metragem, com o seu filme "Pássaros" de 6 minutos, no festival Indie Lisboa.